# Adolf Erman
Johann Peter Adolf Erman /ɛʀ'mɑ̃/ (Berlino, 31 ottobre 1854 – Berlino, 26 giugno 1937) è stato un egittologo tedesco.
Figlio di Georg Adolf Erman, professore di fisica all'Università di Berlino, e nipote di Paul Erman.
Dopo aver studiato con Georg Ebers a Lipsia e a Berlino, divenne professore straordinario nel 1883 e professore ordinario di egittologia nel 1892 all'Università di Berlino e nel 1885 venne nominato direttore del reparto egizio del museo reale.
Erman si impegnò per trent'anni, assieme alla sua scuola, nel difficile compito di recuperare la grammatica della lingua egiziana, lavorando sulle relazioni con le altre lingue semitiche. Egli cominciò, insieme a Hermann Grapow, la stesura di un dizionario della lingua egizia (il progetto fu avviato nel 1897 e concluso nel 1961), il Wörterbuch der ägyptischen Sprache, in sette volumi più altri cinque di riferimenti, a tutt'oggi il più vasto vocabolario della lingua egizia. Svolse importanti studi anche sull'arte e la religione dell'antico Egitto.

## Opere
- (con Hermann Grapow) Wörterbuch der ägyptischen Sprache. Questo sito ospita l'insieme del Wörterbuch in PDF: i cinque volumi principali nella ristampa del 1971, il vocabolario dal tedesco, il dizionario inverso e i cinque volumi dei riferimenti[non chiaro].
- Il mondo del Nilo: civiltà e religione dell'antico Egitto, traduzione di Gualtiero Frangini, Laterza, Bari, 1950 (ristampato nel 1982).
- Ägypten und ägyptisches Leben im Altertum, 2 voll., Tubinga, 1885 (tradotto in inglese da H. M. Tirard: Life in Ancient Egypt, Londra, 1894; versione scaricabile in linea su Internet Archive)
- Neuägyptische Grammatik, Engelmann, Lipsia, 1880 (versione scaricabile in linea su Internet Archive)
- Die Sprache des Papyrus Westcar, Dieterich, Gottinga, 1889 (versione scaricabile in linea su Internet Archive)
- Zeitschrift für ägyptische Sprache und Altertumskunde, Hinrich'sische Buchhandlung
- Ägyptische Grammatik, Reuther & Reichard, Berlino, 1893-1902 (versione scaricabile in linea su Internet Archive) (tradotta in inglese da James Henry Breasted: Egyptian grammar: with table of signs, bibliography, exercises for reading and glossar, 1894; versione online su Internet Archive)
- Die Flexion des ägyptischen Verbums, dai Sitzungsberichte della "Königliche Preußische Akademie der Wissenschaften"
- Die ägyptische Religion, Reiner, Berlino, 1905 (versione scaricabile in linea su Internet Archive)
- Zaubersprüche für Mutter und Kind aus dem Papyrus 3027 des Berliner Museums, Verlag der Königlichen Preußischen Akademie der Wissenschaften, 1901 (versione scaricabile in linea su Internet Archive)
- Das Verhältnis des Ägyptischen zu den semitischen Sprachen, Zeitschrift der Deutschen Morgenländischen Gesellschaft, 1892